# Festung Zoutman

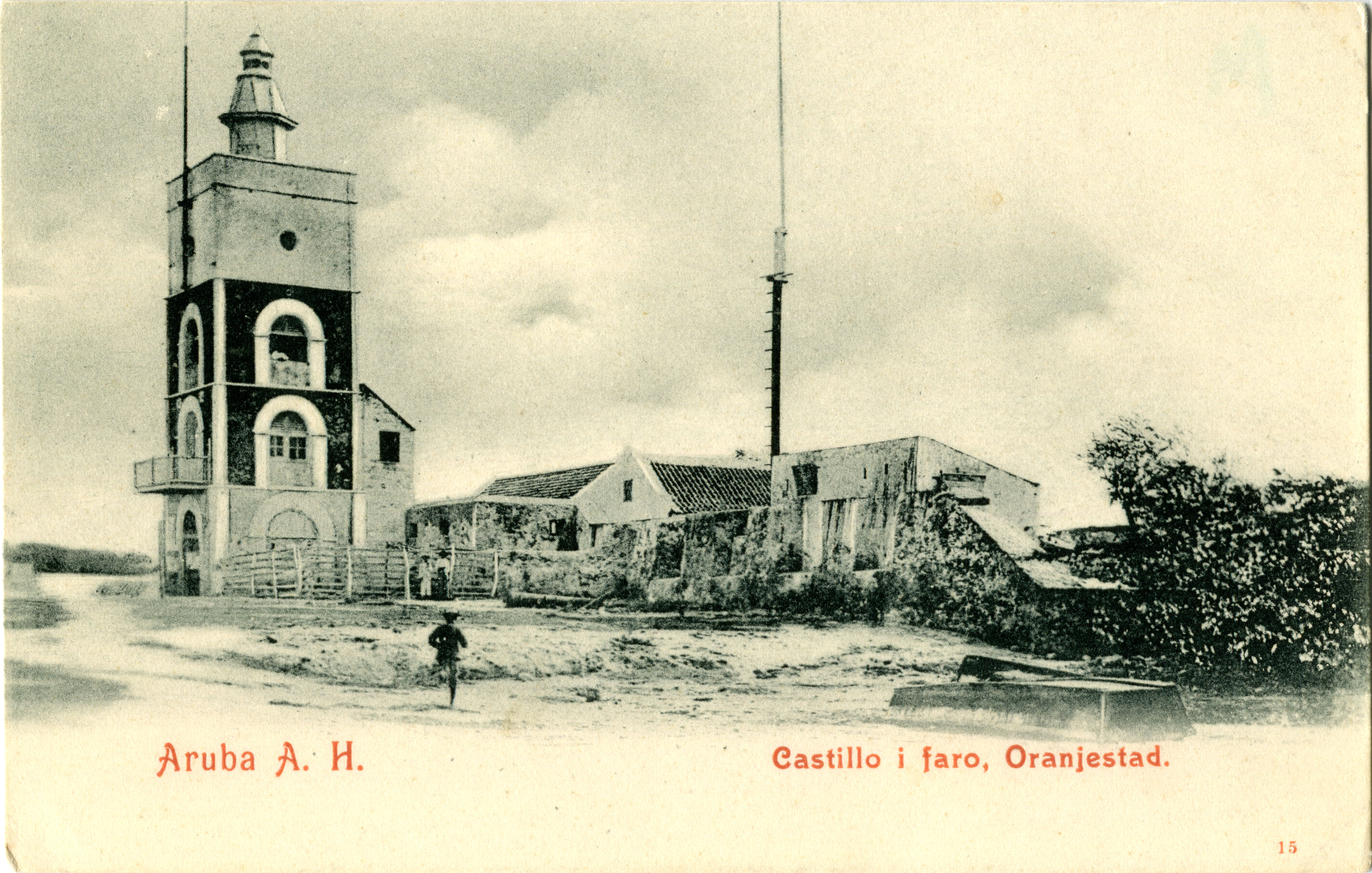
Die Festung Zoutman mit dem Wilhelm-III.-Turm (ca. 1903)

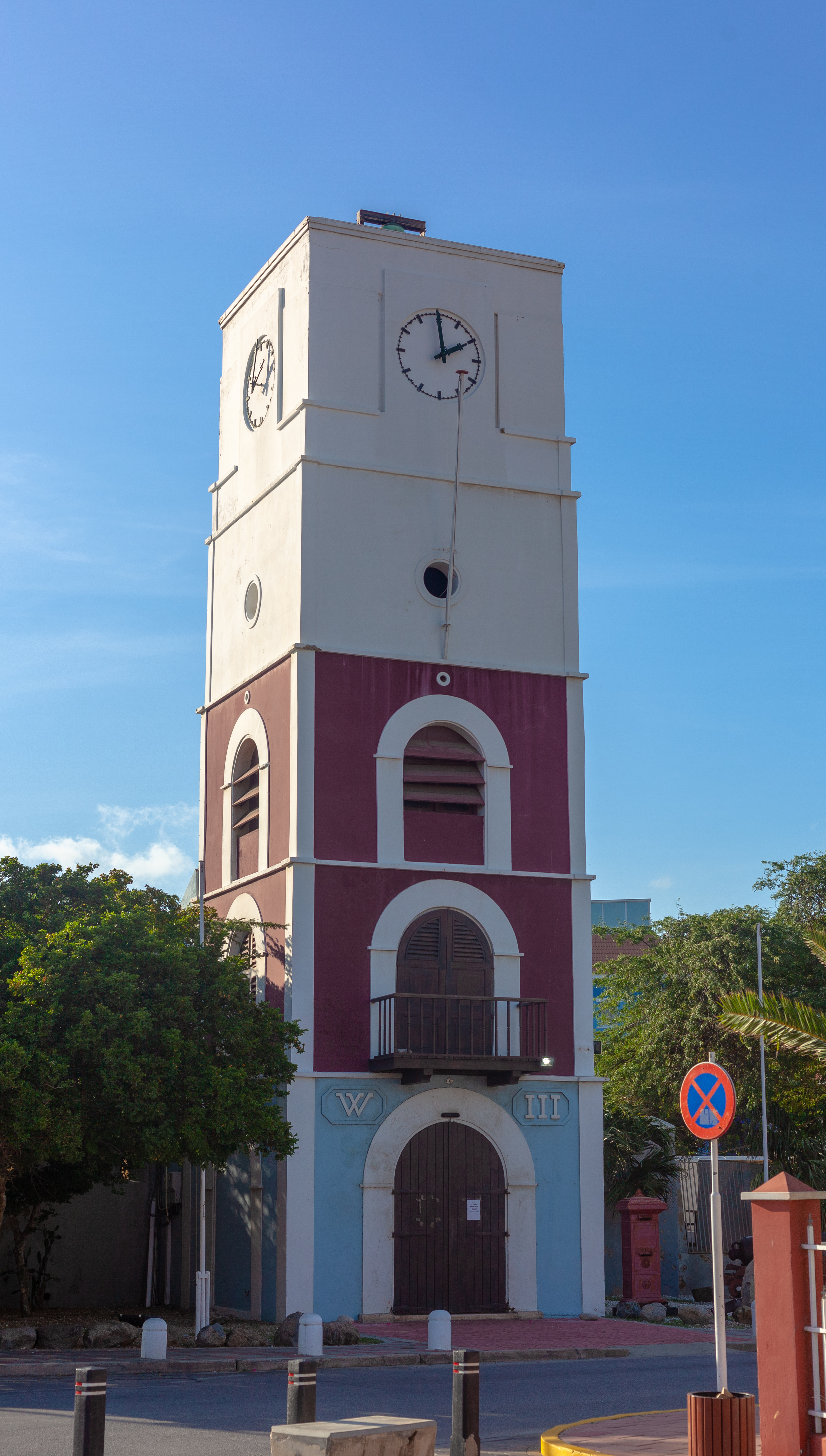
Wilhelm-III.-Turm

Die Festung Zoutman (niederländisch Fort Zoutman) ist eine historische militärische Festungsanlage auf der Insel Aruba.

## Geschichte
Die zwischen 1796 und 1798 durch die niederländische Armee errichtete Festung an der Paarden Baai in Oranjestad ist das älteste von den Niederländern errichtete Gebäude auf der Insel. Das Fort wurde gebaut, um den Hafen zu schützen und auch Angriffe von der Landseite abzuwehren. 1834 wurden auf den westlichen und östlichen Festungsmauern zusätzlich Zellenblöcke mit Schießscharten angebaut.
Das Fort wurde nach dem Konteradmiral Johan Arnold Zoutman benannt. Während des Zweiten Koalitionskrieges wurde im Jahre 1799 ein britischer Angriff auf Aruba abgewiesen.
Der Turm wurde später auf Ersuchen des Vizegouverneurs J. H. Ferguson an der Westseite der Festung errichtet. 1866 begann der Bau des Turms in der Festungsanlage. Der fertige Turm wurde nach König Wilhelm III. der Niederlande benannt und an dessen Geburtstag eingeweiht. Am 19. Februar 1868 brannte erstmals das Leuchtfeuer für die Seefahrt auf der Turmspitze. Seit jener Zeit wird auch die Turmglocke stündlich geläutet. Die Glocke wurde von der Koninklijke Klokkengieterij Petit & Fritsen hergestellt. Die ursprüngliche Petroleumlampe des Leuchtfeuers wurde später durch eine Azetylenlampe ersetzt und im Jahre 1930 wurde das Leuchtfeuer schließlich elektrifiziert.
Im Jahre 1909 wurden auf der Insel im Auftrag der niederländische Regierung durch den Kapitän zur See J. Lens Vermessungsarbeiten durchgeführt und die Festung erschien im Jahre 1912 zum ersten Mal auf der topographischen Karte von Aruba. Von 1920 bis 1928 war das Büro des Vizegouverneurs im Fort Zoutman untergebracht. Im Laufe der Jahre diente der Turm auch als Uhrturm, Gerichtssaal, Bibliothek, Postamt, Finanzamt und war das erste Hauptquartier der Arubanischen Polizei (Korps Politie Aruba).
Seit 1963 ist der Turm kein offizielles Schifffahrts-Leuchtzeichen mehr.

## Heute
Die Festung und der Turm wurden zwischen 1974 und 1980 vollständig restauriert und beherbergen seit der Wiedereröffnung am 15. September 1983 das Historische Museum von Aruba.